# 柔毛微孔草
柔毛微孔草（学名：Microula rockii）为紫草科微孔草属的植物，为中国的特有植物。分布于中国大陆的甘肃省、青海省等地，生长于海拔3,400米至4,000米的地区，常生于山坡草地，目前尚未由人工引种栽培。